# Николаев, Павел Сергеевич
Па́вел Серге́евич Никола́ев (14 ноября 1984, Москва) — российский гребец-байдарочник, выступает за сборную России с 2005 года. Участник летних Олимпийских игр в Лондоне, призёр этапов Кубка мира, многократный победитель национальных первенств. На соревнованиях представляет МГФСО, с сентября 2014 г. ЦСП «Крылатское» Москва, мастер спорта международного класса, год присвоения 2002.

## Биография
Павел Николаев родился 14 ноября 1984 года в Москве. Активно заниматься греблей начал в раннем детстве, проходил подготовку под руководством тренера В. Н. Корнеева, позже стал выступать за Московское городское физкультурно-спортивное объединение. Первого серьёзного успеха добился в 2005 году, когда впервые вошёл в основной состав российской национальной команды и побывал на двух этапах Кубка мира, где вместе со своей байдаркой-четвёркой занял четвёртое и шестое места на километровой дистанции. Затем в его карьере наступил некоторый спад, и в течение нескольких лет он не мог пробиться в основную команду.
С 2009 году новый виток карьеры,
4 года подряд выигрывал Чемпионат России в дисциплине К1.
В 2010 году Николаев вернулся в элиту мировой гребли, в частности, съездил на чемпионат Европы в испанскую Трасону, среди двоек занял восьмое место в гонке на 500 метров, тогда как в одиночном разряде на дистанции 1000 метров финишировал девятнадцатым. Год спустя боролся за медали на мировом первенстве в венгерском Сегеде, участвовал в заплывах на тысячу и пять тысяч метров, но в обоих случаях остановился далеко от призовых позиций.
Благодаря череде удачных выступлений (Кубок Мира 2012 году в Москве, бронзовая медаль за 3 место в дисциплине К1 1000 метров), удостоился права защищать честь страны на летних Олимпийских играх 2012 года в Лондоне, на одноместной байдарке участвовал в гонке на 1000 м — успеха здесь не добился, не смог преодолеть предварительный раунд, итоговое 17 место.
После Олимпиады Павел Николаев остался в основном составе сборной России и продолжил принимать участие в крупнейших международных соревнованиях. Так, в 2013 году он побывал на чемпионате мира в немецком Дуйсбурге, где занял пятнадцатое место индивидуальных заплывов на 5000 м.
В следующем сезоне в паре с Кириллом Лучкиным завоевал две золотые медали на Кубке России в Краснодаре.
Кубок Мира Чехия 2014 году 4 место в составе К2 1000 метров с Лучкиным К.
В 2015 году завоевал олимпийскую лицензию в составе К4 1000 метров, заняв 9 место на Чемпионате Мира в Милане.
Проживает в Москве, женат, выступает за ЦСП «Крылатское» г Москва.
Имеет высшее финансовое образование, окончил в 2012 году Финансовый университет при Правительстве РФ.